# Sarcotrochila piniperda
Sarcotrochila piniperda är en svampart som först beskrevs av Rehm, och fick sitt nu gällande namn av Korf 1962. Sarcotrochila piniperda ingår i släktet Sarcotrochila och familjen Hemiphacidiaceae.  Arten är reproducerande i Sverige. Inga underarter finns listade i Catalogue of Life.